# 光洋丸
光洋丸（こうようまる）は、日本の石油タンカーである。1926年に日本で最初のタンカー爆発事故を起こした。後に第三小倉丸（だいさんおぐらまる）と改称し、太平洋戦争中には日本海軍に使用されたが、1944年にアメリカ海軍潜水艦により撃沈された。

## 船歴
本船は、グラスゴーにあるバークレー・カール社（Barclay Curle & Co Ltd, en）の造船所で、造船所番号第538番船として建造された。、1916年（大正5年）12月20日、貨物船マスラ(Masula)として進水し、12月20日に竣工した。12月24日、イギリスのブリティッシュ・シッピング・コントローラー社（British Shipping Controller）に引き渡され、ライムリーフ(Limeleaf)に改名した。改名後は第一次世界大戦での輸送任務に従事。大戦終結後の1919年（大正8年）、オランダのITSM社（Insulinde Tank Stoomboot Mij.）に売却され、カリフォルニア(California)に改名。1924年（大正13年）、イギリスのブリティッシュ・モラセス社（British Molasses Co. Ltd.）へ65,640ポンドで売却され、アセルリル(Athelrill)に改名。この際に改装工事を受けて糖蜜用タンカーとなり、燃料も石炭から重油に切り替えている。元貨物船であるため、船尾機関が主流のタンカーの中で、珍しく中央に機関部のある船型となった。1925年（大正14年）、ブリティッシュ・モラセス社はユナイテッド・モラセス社（United Molasses Co. Ltd.）と改名する。
1926年（大正15年）8月に、本船はユナイテッド・モラセス社から70万円で売却され、小倉石油と岸本汽船の共同所有となった。光洋丸と改名した本船は、石油タンカーとして使用されることになった。第一回の石油輸送任務として、アメリカ合衆国産の重油約8300トンを横浜港へと運搬した。
1926年9月13日午後0時40分頃、第一回の石油輸送を終えた光洋丸は、横浜船渠の艤装場に係留してタンク計測作業中、爆発事故を起こした。重油タンクのうち後部7番・8番タンクで爆発があり、船体の外板が壊れ、火災を生じた。本船には水蒸気をタンクに送りこんで酸素供給を絶つ方式の消火装置が備わっていたが、爆発により破損して機能しなかった。消防隊は左舷水線下に穴を開けてタンクに注水・消火しようとしたが、船体が右舷に傾斜したため穴が水面上に出てしまい、うまく注水できなかった。そのうち前部6番タンクも爆発し、石炭庫にまで延焼した。同日午後11時半頃にほぼ鎮火した。犠牲者数は、9月16日時点で作業員12人死亡・9人重傷・17人軽傷となっており、松井（1995年）によれば死者13人とされる。事故の原因については、荷揚げ後に空となった重油タンクが日光により温度上昇し、気化した重油が自然発火したと推定された（事故直後の会社側見解）。この爆発事故は、日本で起きたタンカーの爆発事故として史上初の事例であった。
事故後、4ヶ月間の修理で光洋丸は復旧した。修理中の1927年（昭和2年）、日本タンカーに移籍。同年1月中旬から、光洋丸は北米航路に再就航している。翌1928年（昭和3年）6月16日、小倉石油に移籍。1934年（昭和9年）2月26日、光洋丸は第三小倉丸と改称した。1941年（昭和16年）6月1日、合併に伴い日本石油に移籍。同年8月のアメリカの対日石油禁輸により北米航路は休止となる。
太平洋戦争開始後の1942年（昭和17年）3月24日、第三小倉丸は日本海軍の徴用を受け、横須賀海軍工廠で艤装工事を受けて横須賀鎮守府所管の特設運送船(給油船)となり、横須賀鎮守府部隊に配属された。改造後しばらくは内地間での石油輸送に従事。8月にショートランドに進出。燃料補給に従事した後、呉に戻った。以降は南方方面での石油輸送に従事する。
1943年（昭和18年）6月6日、第三小倉丸は特設運送船那智山丸(三井船舶、4,433トン)、応急タンカー北安丸(大連汽船、3,712トン)他輸送船7隻と共に第269船団を編成し、特設砲艦華山丸(東亜海運、2,103トン)の護衛を受けて高雄を出港。7日、北緯24度05分 東経122度59分 / 北緯24.083度 東経122.983度付近で特設運送船辰羽丸(辰馬汽船、5,784トン)と衝突し中破したため、基隆に移動した。17日、第三小倉丸は基隆を出港し、23日に呉に到着。7月1日、第三小倉丸は呉を出港し、笠戸島に移動。8月6日に笠戸島を出港し、徳山に移動した。10月18日、陸軍輸送船マカッサ丸(南洋海運、4,014トン)、同ひまらや丸(大阪商船、5,229トン)、鶴見他輸送船5隻と共に第2609船団を編成し、駆逐艦若竹、第4号駆潜艇、第41号駆潜特務艇の護衛でバリクパパンを出港。20日、大丸(不詳)が機関故障を起こして後落し、第41号駆潜特務艇がこれに付き添ったものの、後に復帰。21日1000、大丸、乾山丸(興国汽船、4,704トン)、第41号駆潜特務艇がメナドに向かうため分離。1100、貨客船營口丸(日本郵船、1,847トン)が機関故障を起こして後落し、若竹がこれに付き添った。2隻は1230に船団に合流した。22日0830、特設運送船千光丸(日本郵船、4,472トン)がカウに向かうため分離。それからまもなく、マカッサ丸が機関故障をおこして後落し、第4号駆潜艇がこれに付き添った。10分後、2隻は船団に合流した。その後、第4号駆潜艇が船団から分離する。25日2120、船団はパラオに到着した。11月5日、第三小倉丸は応急タンカー白馬山丸(三井船舶、6,641トン)と共に第8505船団を編成し、駆逐艦太刀風の護衛でパラオを出港。船団は11日にトラックに到着し、第三小倉丸は重巡洋艦筑摩に重油1,127トンを補給する。24日、第三小倉丸は白馬山丸と共に第7242船団を編成し、第28号駆潜艇の護衛でパラオを出港。船団は29日にパラオに到着した。12月13日0730、第三小倉丸は白馬山丸、特設運送船(給油船)富士山丸(飯野海運、9,527トン)他輸送船3隻と共に第2515船団を編成し、第26号駆潜特務艇、第27号駆潜特務艇の護衛でパラオを出港。1000、第2号哨戒艇が船団に加わる。14日1615、第26号駆潜特務艇、第27号駆潜特務艇が船団から分離。17日1700、第6号駆潜艇が船団に加わる。18日に日付が変わった直後、北緯03度15分 東経127度03分 / 北緯3.250度 東経127.050度付近で、第三小倉丸は白馬山丸、富士山丸他輸送船1隻、第6号駆潜艇と共に船団から分離し、タラカンに向かった。22日、第三小倉丸は富士山丸、平時標準B型貨物船改装応急タンカー松祐丸(松岡汽船、4,408トン)と共に船団を編成し、護衛を受けずにタラカンを出港。23日、マンカリハット付近で第102号哨戒艇が合流。同日2000、船団はバリクパパンに到着した。26日、第三小倉丸は単独で第2614船団を編成し、第2号哨戒艇の護衛でバリクパパンを出港。27日0725、舵故障を起こしたため、タンジョンパガー付近に投錨して応急修理を行い、0940に応急修理を終えて航行を再開。30日0740、北緯05度18分 東経127度03分 / 北緯5.300度 東経127.050度付近で特設運送船日本海丸(三井船舶、2,681トン)が船団に合流。31日1800、第33号駆潜艇が船団に合流。
1944年（昭和19年）1月1日、第2614船団はガタラク泊地に到着。同日、第三小倉丸は連合艦隊所属となる。2日、船団はガタラク泊地を出港し、パラオに移動した。3日、第三小倉丸は単独で第8031船団を編成し、第24号駆潜艇、第33号駆潜艇、第39号駆潜艇の護衛でパラオを出港し、9日にトラックに到着。1月中旬、第三小倉丸は共同企業に移籍する。共同企業は石油の輸入、貯蔵、配分を目的として1941年（昭和16年）4月1日に東亞石油協会や東亞燃料工業および日本石油等の主要石油会社の出資により資本金1,000万円で設立された国策会社で、戦局の悪化により昭和石油、日本石油、関東タンカー、丸善石油の各石油会社所有タンカーを集約して所有することに伴う移籍だった。19日、第三小倉丸はタンカー第2共栄丸(共栄タンカー、1,192トン)と共に第7202船団を編成し、駆逐艦浜波、第24号駆潜艇、第30号駆潜艇、第33号駆潜艇、第39号駆潜艇の護衛でトラックを出港。26日、船団はパラオに到着した。30日、第三小倉丸は第2共栄丸と共にネ002船団を編成し、第36号哨戒艇、第15号駆潜特務艇、第22号駆潜特務艇の護衛でパラオを出港。31日1405、第22号駆潜特務艇が船団から分離し、パラオへ反転。2月2日1300、第15号駆潜特務艇が船団から分離しダバオへ向かった。5日、船団はタラカンに到着した。8日、第三小倉丸は第2共栄丸と共に船団を編成し、護衛を受けずにタラカンを出港し、バリクパパンに移動。
17日、第三小倉丸は第2共栄丸と共に船団を編成し、第5号駆潜艇、特設砲艦北京丸(大連汽船、2,288トン)の護衛を受けてバリクパパンを出港し、パラオへ向かった。23日朝、船団は北緯03度53分 東経129度17分 / 北緯3.883度 東経129.283度のハルマヘラ島北東沖でアメリカの潜水艦コッド(USS Cod, SS-224)に発見される。コッドは夜まで追跡の後、タンカーに向けて魚雷を4本、護衛艦に向けて魚雷を2本それぞれ発射。魚雷は第三小倉丸に2本命中し、沈没した。指揮官の新美和貴大佐以下乗員18名が戦死した。
1944年（昭和19年）3月31日、除籍・解傭。

## 艦長等
監督官
- 酒井武雄 大佐：1942年4月13日[13] - 1942年6月1日
- 福沢哲四郎 大佐：1942年6月1日 - 1943年1月28日[14]
- 福田均三 大佐：1943年1月28日[15] - 1943年5月25日

指揮官
- 福田均三 大佐：1943年5月25日 - 1943年12月28日
- 新美和貴 大佐：1943年12月28日 - 1944年2月23日戦死 ※同日、海軍少将に特進。[16]